# Krzysztof Kieślowski
Krzysztof Kieślowski (Varšava, 27. lipnja 1941. – Varšava, 13. ožujka 1996.) - bio je jedan od najutjecajnih suvremenih poljskih filmskih redatelja i scenarista, poznat po ciklusu kratkih televizijskih filmova Dekalog i filmskoj trilogiji Tri boje, dobitnik brojnih nagrada na filmskim festivalima, te jednom nominacijom za Oskara za najbolju režiju 1995. godine.

## Životopis
Kieślowski je rođen u Varšavi, odrastao je u manjim mjestima, seleći se zbog oca, oboljelog od tuberkuloze, koji je stalnim seljenjem pokušavao naći mogućnost izliječenja. Sa 16 godina posjećuje školu za vatrogasce, koju nakon tri mjeseca, samovoljno napušta. 1957. godine upisuje se na višu kazališnu školu, te se odlučuje školovati za kazališnog redatelja, ali zbog toga što specijaliziranog školovanja za redatelja u to vrijeme nije bilo, odlučuje za za studij filma. Nakon što je napustio višu školu, radi kao krojač kostima u kazališta, te se pokušava upisati u Školu filma u Łódźu, školu koju su pohađali poznati poljski redatelji Roman Polanski i Andrzej Wajda. Nakon dva neuspjesna pokušaja, a da bi izbjegao vojnu obavezu, upisuje se na studij umjetnosti, te dijetama, pokušava izbjeći regrutaciju. Nakon nekoliko mjeseci biva proglašen nesposobnim za služenje vojske i pokušava još jednom u Łódźu i iz trećeg puta uspijeva upisati se. Od 1964. – 1968. godine pohađa školu, u vremenu kad poljska vlada ne ograničava umjetničke slobode. Ubrzo prestaje njegov interes za kazalište i odlučuje se za dokumentarni film. Tih godina upoznaje svoju buduću ženu, Mariju (Marysia) Cautillo, s kojom se 1968. godine ženi, a 1972. godine rađa im se kćerka Marta.

### Dokumentarni filmovi
Svoj prvi dokumentarni film Kieślowski snima za vrijeme studija 1966. godine, "Lice", kratki šestominutni film u kojem se i sam pojavljuje. Njegovi kasniji filmovi tematski su uglavnom svedeni na jednostavni život poljskih radnika, bez političkih utjecaja s bilo koje strane. Tako njegov televizijski film Radnici ’71 (polj.: Robotnicy '71: Nic o nas bez nas) iz 1971. godine, koji prikazuje radnike koji diskutiraju o masovnom štrajku 1970. godine, nailazi na oštru političku kritiku režima i prikazan je u cenzuriranoj formi. Nakon tog filma, Kieślowski snima dokumentarni film Curriculum Vitae, fiktivnu priču o sastanku u Politbirou, o čovjeku koga vladajući režim prati. Film nailazi na osudu kolega režisera, koji smatraju da je film snimljen u suradnji s vladom, iako sam Kieślowski film smatra kritičkim prikazom režima. 
U jednoj izjavi Kieślowski je rekao, da je jedan od razloga zašto je prestao snimati dokumentarne filmove, cenzura u filmu Workers '71, koja ga je dovela u sumnju da li se uopće može pravilno pokazati istina o autoritativnom sustavu. Također slučaj, kada su dijelovi iz filma Željeznička stanica (polj.:  Dworzec) iz 1981. godine korišteni kao dokazni materijal u jednom kriminalističkom slučaju, dovodi autora u sumnju da dokumentarnim filmom može prikazati problematiku života u socijalističkom totalitarnom sustavu, te počinje vjerojati da se umjetničkom slobodom, koju pruža snimanje igranog filma, može bolje prikazati svakodnevni život. 

### Poljski filmovi
Svoj prvi igrani film Personel snima 1975. godine za poljsku televiziju i on mu donosi prvu nagradu na Filmskom festivalu u Mannheimu. Film protkan socrealizmom, prikazuje život tehničara, koji radi na postavljanju pozornica, te se dotiče svog studentskog života. Njegov sljedeći film Ožiljak prikazuje događanja u malom gradu, povodom planiranog industrijskog projekta. Oba filma, bez političkog komentara, prikazuju obični život u sustavu, koji onemogućava normalan ekonomski i socijalni razvoj. U filmovima igraju poluprofesionalni glumci i snimani su u poludokumentarnom stilu. 
S filmom Filmski amater, 1979. godine osvaja prvu nagradu na Filmskom festivalu u Moskvi. I film Vjerojatni slučaj iz 1981. godine, slijedi istu političku liniju, ali je tematski sveden na sudbinu pojedinca, a ne čitavog društva. U ovo vrijeme Kieślowski pripada grupi poljskih režisera nazvanoj Cinema of Moral Anxiety u kojoj su pored njega Janusz Kijowski, Andrzej Wajda i Agnieszka Holland, te blisko surađuju s nizozemskim režiserima. Zbog ove povezanosti njihovi se filmovi cenzuriraju, skraćuju, ili u potpunosti povlače iz javnog prikazivanja u Poljskoj. Tako je film Vjerojatni slučaj na poljskoj televiziji prikazan tek šest godina nakon završenog snimanja. 
Film Bez kraja snimljen 1984. godine je prvi izrazito politički film, koji prikazuje političke procese u Poljskoj pred uvođenje ratnog stanja. Film prikazuje poglede i razmišljanja jednog duha i njegove udovice. Kritiziran je od vlade, ali i od filmskih kritičara. Ovim filmom počinje njegova suradnja sa scenaristom Krzysztofom Piesiewiczem i skladateljem Zbigniewom Preisnerom. Piesiewicz, koji je u to vrijeme odvjetnik, od tada piše sve scenarije za filmove Kieślowskog. Također glazba Zbigniewa Preisnera, dobiva na značaju i njegova se glazba najčešće vezuje za filmove Kieślowskog, iako se često prikazivala kao rad izmišljenog nizozemskog glazbenika Van den Budenmayera. 
Godine 1988. snima deset kratkih filmova tzv. Dekalog, zasnovanih na motivima Deset Božjih zapovijedi. Filmovi su snimljeni uz pomoć poljske i televizije Zapadne Njemačke. Zamišljen kao epizode iz života stanovnika varšavskog nebodera, ciklus je postao jedan od najzapaženih ostvarenja prošlog stoljeća. Na početku planiran kao projekt deset režisera, Kieślowski odustaje od ideje zbog organizacijskih problema i preuzima režiju za svih deset filmova. Epizode pet i šest Kratki film o ubijanju i  Kratki film o ljubavi snimljene su i kao dugometražni film i postigli su značajne uspjehe na međunarodnim festivalima. Dugometražnu verziju devete epizode pod radnim naslovom Kratki film o ljubomori, koju je Kieślowski zamislio snimiti, zbog iscrpljenosti nije nikada snimio. To bi inače bio trinaesti film u jednoj godini snimanja.

### Strani filmovi
Zadnja četiri filma Kieślowskog snimljeni su u stranoj produkciji uglavnom financirani iz Francuske. Prvi je film Dvostruki Veronikin život iz 1990. godine, nakon čega slijedi trilogija Tri boje: (Plavo, Bijelo i Crveno) nazvani po bojama francuske zastave, a tematski obojeni idealima francuske revolucije, pitanjima o egzistenciji i koncentrirani na sudbinu pojedinca. Filmovi iz trilogije Tri boje smatraju se njegovim najuspješnijim filmovima, te su osvojili više nagrada, od kojih su najznačajnije Srebrni medvjed za najbolju režiju na Filmskom festivalu u Berlinu, Zlatnog lava na Filmskom festivalu u Veneciji, te tri nominacije za Oskara 1995. godine.

## Filmografija

### Dokumentarni film
- Lice (1966.)
- Ured (polj. Urząd) (1966.)
- Fotograf (polj. Zdjęcie) (1968.)
- Iz grada Łódźa (polj. Z miasta Łodzi) (1968.)
- Bio sam vojnik (polj. Byłem żołnierzem) (1970.)
- Tvornica (polj. Fabryka) (1970.)
- Radnici '71: Ništa o nama bez nas (polj. Robotnicy '71: Nic o nas bez nas) (1971.)
- Prije željeznice (polj. Przed rajdem) (1971.)
- Između Wrocława i Zielona Góre (polj. Między Wrocławiem a Zieloną Górą) (1972.)
- Principi sigurnosti i higijene u rudniku (polj. Podstawy BHP w kopalni miedzi) (1972.)
- Domaćini (1972.)
- Prva ljubav (polj. Pierwsza miłość) (1974.)
- Curriculum Vitae (polj. Życiorys) (1975.)
- Bolnica (polj. Szpital) (1976.)
- Ne znam (polj. Nie wiem) (1977.)
- Gledište noćnog vratara (polj. Z punktu widzenia nocnego portiera) (1978.)
- Željeznička stanica (polj. Dworzec) (1980.)
- Glave koje govore (polj. Gadające glowy) (1980.)

### Igrani filmovi
- Tramvaj (1966.), film - studentska vježba
- Koncert želja (polj. Koncert życzeń) (1967.), film - studentska vježba
- Podzemna željeznica (polj. Przejście podziemne) (1973.)
- Personel (1975.)
- Ožiljak (polj. Blizna) (1976)
- Spokoj (1976)
- Filmski amater (polj. Amator) (1979)
- Vjerojatni slučaj (polj. Przypadek) (1981.)
- Jedan kratki radni dan (1981.) (polj. Krótki dzień pracy) (1996.)
- Bez kraja (polj. Bez końca)  (1984.)
- Kratki film o ubijanju (polj. Krótki film o zabijaniu) (1987.)
- Dekalog ciklus od deset kratkih filmova (1988.)
- Kratki film o ljubavi  (polj. Krótki film o miłości) (1988.)
- Veronikin dvostruki život polj. Podwójne życie Weroniki (1991.)
- Tri boje: Plava  (polj. Trzy kolory. Niebieski) (1993.)
- Tri boje: Bijela (polj. Trzy kolory. Biały) (1993.)
- Tri boje: Crvena (polj. Trzy kolory. Czerwony) (1993.)

## Nagrade
- 1976. Grand Prix za film  Personel na Filmskom festivalu u Mannheimu;
- 1976. Nagrada Drozdze poljskih novina Polityka;
- 1979. Prva nagrada za film Filmski amater na Filmskom festivalu u Moskvi;
- 1980. Nagrada Otto-Sibelius za film Filmski amater na Filmskom festivalu u Berlinu;
- 1988.  Nagrada FIPRESCI za film Kratki film o ubijanju na Filmskom festivalu u Cannesu;
- 1988.  Nagrada Felix za najbolji film ,Kratki film o ubijanju Europske filmske akademije;
- 1991.  Nagrada FIPRESCI za film La Double vie de Véronique na Filmskom festivalu u Cannesu;
- 1993. Zlatni lav za film Tri boje: Plava na Filmskom festivalu u Veneciji;
- 1994. Nagrada Srebrni medvjed za najbolju režiju Tri boje: Bijela na Filmskom festivalu u Berlinu;

## Vanjske poveznice
- Kiéslowski portal  Arhivirana inačica izvorne stranice od 26. travnja 2009. (Wayback Machine)